# Lacanobia nigrifusa
Lacanobia nigrifusa är en fjärilsart som beskrevs av W. Warren 1910. Lacanobia nigrifusa ingår i släktet Lacanobia och familjen nattflyn. Inga underarter finns listade i Catalogue of Life.